# Meinhardt Raabe
Pour les articles homonymes, voir Raabe.
Meinhardt Raabe est un acteur américain, né le 2 septembre 1915 dans le comté de Jefferson (Wisconsin) et mort le 9 avril 2010  à Orange Park (Floride).

## Biographie
Diplômé à l'Université du Wisconsin en 1937, cet acteur de petite taille (1,40 m) est surtout connu pour avoir joué le rôle du coroner Munchkin (en) dans Le Magicien d'Oz de Victor Fleming en 1939. Il y annonce la mort de la méchante sorcière de l'Est : « Comme coroner, je déclare que je l'ai examinée complètement. Elle est non seulement simplement morte, elle est en fait réellement morte ! »
Raabe travaille par la suite plusieurs années comme porte-parole pour Oscar Mayer.
Il était en 2008 l'un des derniers acteurs survivants ayant participé au tournage du film avec un temps de parole significatif. Il fut invité à ce titre à de nombreuses émissions télévisées dont The Jimmy Kimmel Show le 11 avril 2005 et Entertainment Tonight en octobre de la même année, avec huit autres anciens acteurs Munchkin ;  américaine.
Raabe publia une autobiographie ironiquement intitulée Memories of a Munchkin : An Illustrated Walk Down the Yellow Brick Road.
Il est membre de l'International Wizard of Oz Club.